# François-Xavier Richter
Pour les articles homonymes, voir Richter.
François-Xavier Richter est un compositeur morave, né à Holešov dans l'empire des Habsbourg le 1er décembre 1709 et mort à Strasbourg le 12 septembre 1789. Il est l'un des représentants importants de l'École de Mannheim.

## Biographie
On sait peu de choses de sa jeunesse et ses origines sont incertaines. Il reçut probablement une éducation musicale complète sous la direction de Johann Joseph Fux à Vienne.
De 1740 jusqu'à 1747, il fut vice-maître de chapelle au service du prince-abbé Anselme de Reichlin-Meldegg à Kempten dans l'Allgäu, en Bavière. Pendant ce temps, six de ses 69 symphonies furent publiées à Paris.
Après 1747, comme compositeur et baryton, il fit partie de la célèbre chapelle de cour de Mannheim auprès du prince-électeur Charles-Théodore. Marpurg l'a inclus comme deuxième violon dans l'orchestre de la cour. Il n'y a pas d'autres références contemporaines à des fonctions d'instrumentiste qu'il aurait exercées.
Il écrivit un Traité d'harmonie et de composition, traduit et publié à Paris en 1804, et entreprit un certain nombre de tournées de concert, d'abord à la cour d'Oettingen-Wallerstein (1754) puis, par la suite, en France, aux Pays-Bas et en Angleterre. En 1768, l'électeur le nomma compositeur de la chambre princière.
En 1769, il succéda à Joseph Garnier comme maître de chapelle de la cathédrale Notre-Dame de Strasbourg, où il eut comme assistant, et seulement à partir de 1783 (74 ans), Ignace Pleyel, le célèbre élève de Joseph Haydn qui allait lui succéder. Le poste fut convoité par rien moins que Mozart, qui rencontra Richter à Strasbourg en 1778, après son séjour parisien. Mozart a de l'admiration pour le compositeur, même s'il n'en oublie pas de rappeler son addiction à l'alcool.
Dans ses compositions, des marques du style baroque s'associent à des éléments galants : « Je suis obligé de le faire, écrivit-il à un de ses amis, autrement les gens ne vont plus à l'église ».
Richter fait partie de ces maîtres de l'École de Mannheim qui ont eu leur importance pour les débuts de la symphonie. Sa musique « montre la voie qui va de la sonate baroque en trio aux précurseurs immédiats du quatuor à cordes classique ». Parmi ses élèves, on peut mentionner Carl Stamitz (qui épousera sa fille Marie Anne Françoise Xavière), František Xaver Pokorný, Joseph Martin Kraus (1756-92), Sébastien Demar et Ferdinand Fränzl.
Il est inhumé au Cimetière Saint-Gall à Strasbourg.

## Œuvres
« Parmi ses nombreuses productions, écrit Sitzmann, nous nommerons :
- d'après le catalogue thématique de Breitkopf & Härtel
  - Vingt-six symphonies en manuscrit
  - un concerto de piano
  - et six quatuors de violon.
- On a gravé de sa composition à Amsterdam et à Paris :
  - trois œuvres de trios pour clavecin, violon et violoncelle,
  - et deux œuvres de six symphonies pour l'orchestre.
- De[s] nombreux ouvrages de musique d'église qu'il a écrits à Strasbourg, on n'a imprimé qu'un Dixit Dominus à 4 voix, Paris chez Porro.
- Les ouvrages de cet artiste restés en manuscrit, et qui se trouvent à la cathédrale de Saint-Dié, sont :
  - Missa hymnalis, à 4 voix, avec accompagnement de 8 instruments
  - Missa Caeciliana, à 4 voix et orchestre
  - Missa concert, à 4 voix et 6 instruments
  - Missa pastoralis, à 4 voix et orchestre
  - Messe en ré majeur, à 4 voix et orchestre
  - Messe en ré mineur, ibid.
  - Messe en fa majeur, ibid.
  - Grand Te Deum en ré majeur, à voix et orchestre, 1789, dédié à l'abbé Larminach, prêtre et chapelain de la cathédrale de Saint-Dié
  - Dixit et Magnificat à 4 voix et grand orchestre
  - Domine, salvum fac, à 4 voix et grand orchestre
  - Lauda Sion, duo avec chœur et 4 voix et grand orchestre
  - Ecce Sacerdos, motet pour basse avec 8 instruments
  - Deus, Deus ad te, pour soprano solo avec 4 instruments
  - Auctor beate saeculi, ibid.
  - Quemadmodum desiderat, pour ténor solo avec 4 instruments
  - Jesu corona virginum, pour soprano solo avec 6 instruments
  - Quomodo cantabimus, ibid.
  - O doctor optime, pour ténor solo avec 6 instruments
  - Est ut superba criminum, duo pour soprano et ténor avec 3 instruments
  - Coeli cives convolate, pour soprano solo avec 7 instruments
  - Adhaereat lingua mea, duo pour soprano et basse, avec 6 instruments
  - Quam dilecta tabernacula tua, pour soprano solo avec 5 instruments
  - Aleph! Quomodo obscuratam est, pour l'office des Ténèbres, soprano solo avec 4 instruments. »

Cette liste est incomplète. Elle ne comprend pas, par exemple :
- La Deposizione della Croce (1748) (La descente de croix), oratorio
- 9 Leçons de Ténèbres
- Messe de Requiem à 16 voix en mi bémol majeur
- Sinfonia con fuga en sol mineur
- De profundis clamavi à 12 voix

## Hommages
- Il y a à Strasbourg, où il a passé vingt ans de sa vie, une rue François-Xavier Richter qui lui rend hommage.
  - Sous la direction de Dominique Debes, maître de chapelle en la cathédrale de Strasbourg et avec la maîtrise de la Chorale de Strasbourg un CD a été diffusé en hommage à François-Xavier Richter.

## Discographie (sélection)
- Grandes Symphonies (1744), nos 1-6 - Helsinki Baroque, dir. Aapo Häkkinen (Naxos 8.557818)[11] (OCLC 938769079)
- Grandes Symphonies (1744), nos 7-12 - Helsinki Baroque, Aapo Häkkinen (6-9 juin 2007, Naxos 8.570597)[12] (OCLC 811452045)
- Symphonies (nos 29, 43, 52, 53, 56) - London Mozart Players, dir. Matthias Bamert (11-12 avril 2006, Chandos CHAN 10386)[13] (OCLC 255796248)
- Sonate da camera (1764), nos 1-3 (vol. 1), no 4-6 (vol. 2) - Peltoniemi Fred, Heidi Peltoniemi, Aapo Häkkinen (Naxos 8.572029)[14] (OCLC 885033729 et 885032909)
- Sept Quatuors à cordes, op. 5 (1757) - casalQuartett (Solo Musica SM 184, 2014)
- Leçons deTénèbres, Isabelle Poulenard, Gilles Ragon, Pascal Bertin, Ensemble Stradivaria, dir. Daniel Cuiller. CD Cypres-records 2000
- Super flumina Babylonis, Miserere mei Deus, solistes, ensemble baroque tchèque (orchestre et chœur), dir. Roman Valek. CD Supraphon 2019
- Sinfonias, Sonatas & Oboe Concerto, par le Capricornus Consort Basel avec Xenia Löffler au hautbois baroque (Christophorus - CHR 77409, 2017)